# Ринок (місце торгівлі)
Ринок — це місце, де люди регулярно збираються для купівлі-продажу провіанту, худоби та інших товарів. У різних частинах світу використовуються терміни сук (з арабської), базар (з перської), меркадо (іспанська) або паленгке (Філіппіни). Деякі ринки працюють щодня і їх називають постійними ринками, тоді як інші проводяться раз на тиждень або лише в певні дні, такі як дні фестивалів, їх називають періодичними ринками. Форма, яку приймає ринок, залежить від населення, культури, навколишнього середовища та географічних умов його місцевості. Термін ринок охоплює багато видів торгівлі, такі як ринкові площі, ринкові зали, продовольчі зали та різні їх різновиди. Завдяки цьому ринки можна розміщувати як на відкритому повітрі, так і в приміщенні, а також у сучасному світі, в Інтернеті.

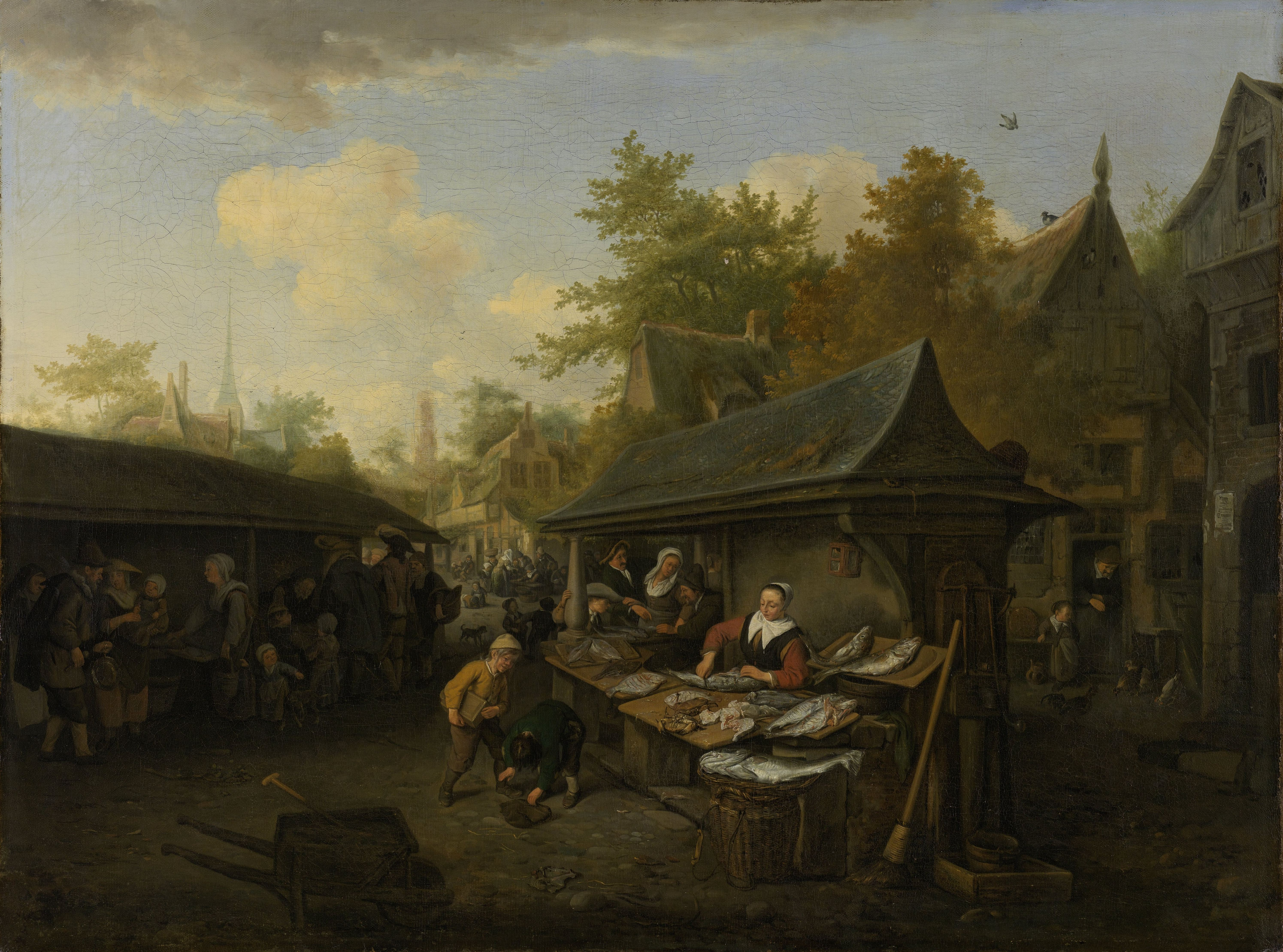
Рибний ринок.
Голландiя, XVII століття.
Корнелiс Дюсар, 1683

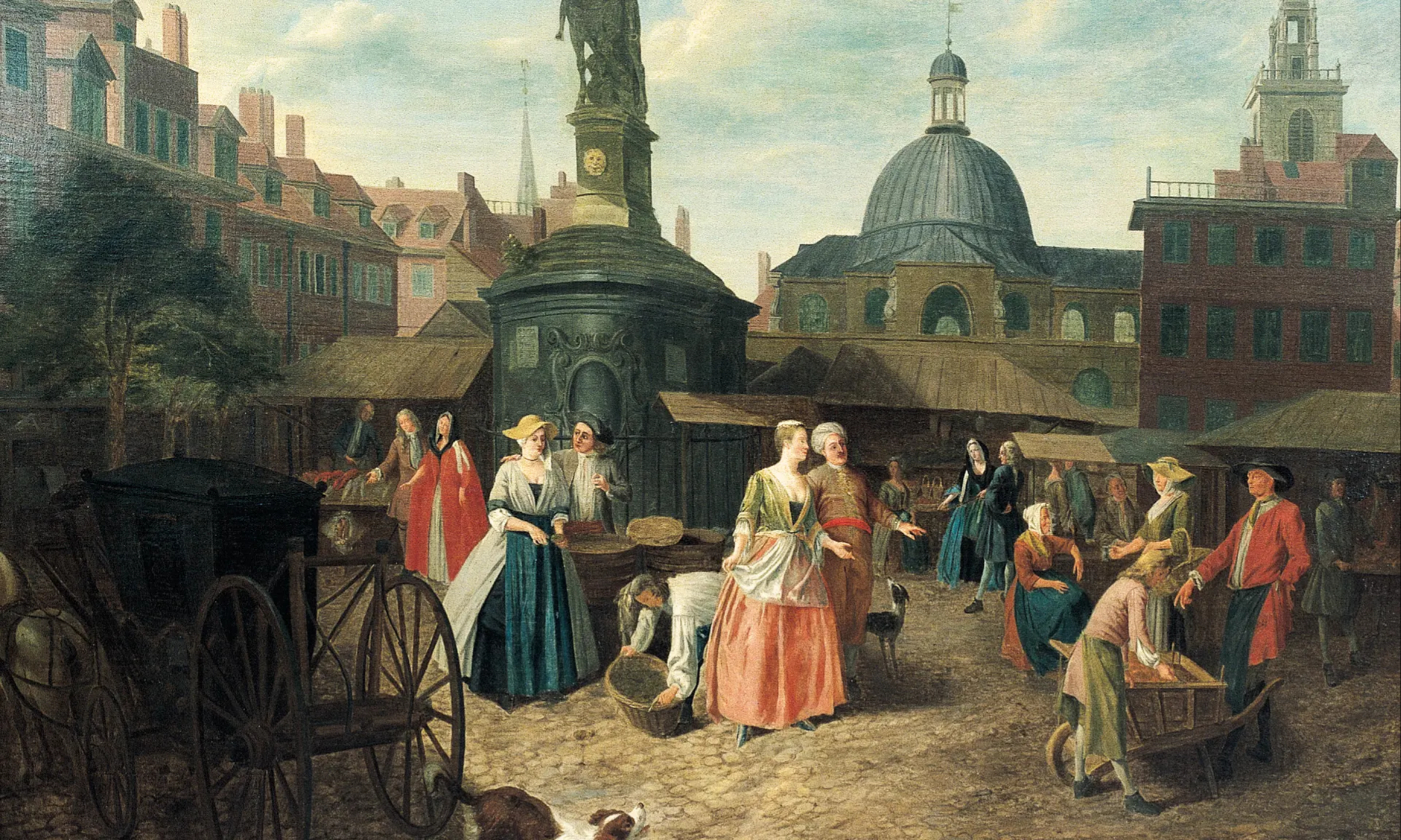
Ринок у Лондонi. XIX столiття.
Джозеф ван Айкен, 1825

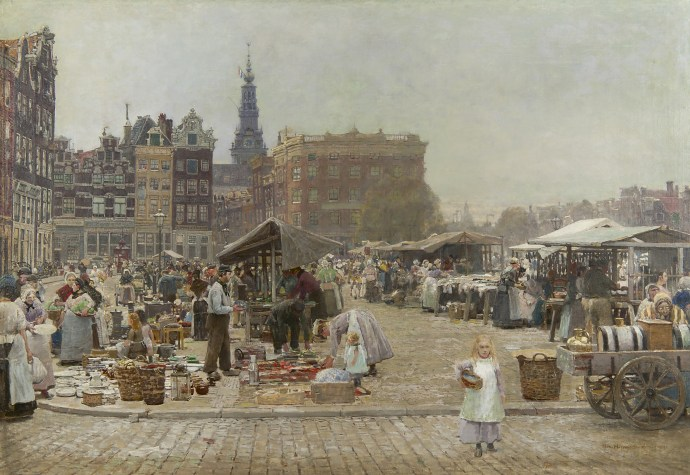
Новий ринок, Амстердам. Ганс Херман, поблизу 1895

Ринки існують стільки часу, скільки люди займаються торгівлею. Вважається, що найдавніші базари виникли в Персії, звідки вони поширилися на решту країн Близького Сходу та Європи. Документальні джерела свідчать, що політика зонування обмежувала торгівлю окремими частинами міст приблизно з 3000 року до нашої ери, створюючи умови, необхідні для появи базару. Близькосхідні базари, як правило, являли собою довгі смуги з ларьками з обох боків та критим дахом, призначеним для захисту торговців та покупців від лютого сонця. У Європі неформальні, нерегульовані ринки поступово поступилися місцем системі офіційних, зафрахтованих ринків з 12 століття. Протягом середньовічного періоду посилене регулювання ринкової практики, особливо ваг та мір, дало споживачам впевненість у якості ринкових товарів та справедливості цін. По всьому світу ринки еволюціонували по-різному, залежно від місцевих умов навколишнього середовища, особливо погоди, традицій та культури. На Близькому Сході ринки, як правило, закриті, щоб захистити торговців та покупців від сонця. У м'якому кліматі ринки часто є просто неба. В Азії поширена система ранкової торгівлі свіжими продуктами та нічної торгівлі товарами, що не швидко псуються.
Сьогодні доступ до ринків також можна отримати в електронному вигляді або в Інтернеті через платформи електронної комерції.
У багатьох країнах покупки на місцевому ринку є стандартною рисою повсякденного життя. З огляду на роль ринку у забезпеченні продовольства для населення, ринки часто високо регулюються центральним органом влади. У багатьох місцях визначені місця ринку стали переліченими місцями, що мають історичне та архітектурне значення та представляють частину культурних цінностей міста чи нації. З цих причин вони часто є популярними туристичними напрямками.